# セント・ポールズ・ベイ
セント・ポールズ・ベイ （マルタ語: San Pawl il-Baħar、イタリア語: Baia di San Paolo）はマルタ北部地域の町で、首都バレッタの北西16kmにある。北部地域かつ同国最大の自治体であり、北部地域委員会の所在地である。 
街の名前は聖パウロの難破船に由来しており、カイサリアからローマへの航海中、セント・ポールズ・ベイ近くのセント・ポールズ島における使徒言行録にも記録されている。この出来事が島のキリスト教化の礎となった。   
2018年の人口は23,112人であるが、この人口は6月から9月にかけての観光客を合わせると約60,000人に達する。

## 歴史
紀元前4000年頃に遡る考古学的遺跡が数多く残っている。その中には、ブジバとシェムシハの巨石神殿も含まれる。 さらにカートのわだちが発見された一方で、プニックの墓やその他の青銅器時代の遺跡も発見されている。 ローマ時代、セント・ポールズ・ベイは重要な港として機能していた。その証に ローマ時代の道路、浴場、蜂の巣箱が見つかったほか、ローマ時代のアンカーも海底で見つかった。 
中世後期までセント・ポールズ・ベイは度重なる海賊による襲撃のため放棄されてしまった。地元の民兵はこの地域でいくつかの監視部隊を維持していた。これらの1つであるタタビブファームハウスは、現在も存続しており、セントポールズベイで最も古い建物と考えられている。1530年に聖ヨハネ騎士団が到着した際に、教会の建物についても記されていた。 
聖ヨハネ騎士団の統治中に、この地域にいくつかの要塞が建てられた。これらのうち最初に建てられたのが1610年に建てられたウィグナコートタワーで、マルタに現存する最古の監視塔である。カウラタワーは1638年にグランド・マスター・ラスカリスによって建設された。1715年、台場がこれら2つの塔の周りに建てられた一方、別の2つの台場と要塞がセント・ポールズ・ベイの海岸線に建てられた。20世紀にそのうち2つが取り壊されたため、これらの中で今日も残っているのは1つだけである。 
湾は1798年6月のフランスのマルタ侵攻時の上陸場所の1つだった。マルタ人によるフランス人への反乱後は、 グランドハーバーとマルザムシェットがフランスの支配下にあったため、セント・ポールズ・ベイはマルタの主要な港となった。
19世紀には、セント・ポールズ・ベイに別荘が建てられるようになった。これらは第二次世界大戦中、イギリス軍によって徴用され、湾は休憩所となった。1943年にイタリアがイギリスに降伏した後、76隻のレジアマリーナがセント・ポールズ・ベイに停泊した。 
戦後、この地域はさらに発展し始めた。 現在、この地域にはたくさんの建物が密集しており、人気のエンターテイメントスポットとなっている。  

## スポーツ
- Sirens FC、サッカー
- Sirens ASC、水球

## 姉妹都市
- アイオス・パヴロス, ギリシャ